# Gando

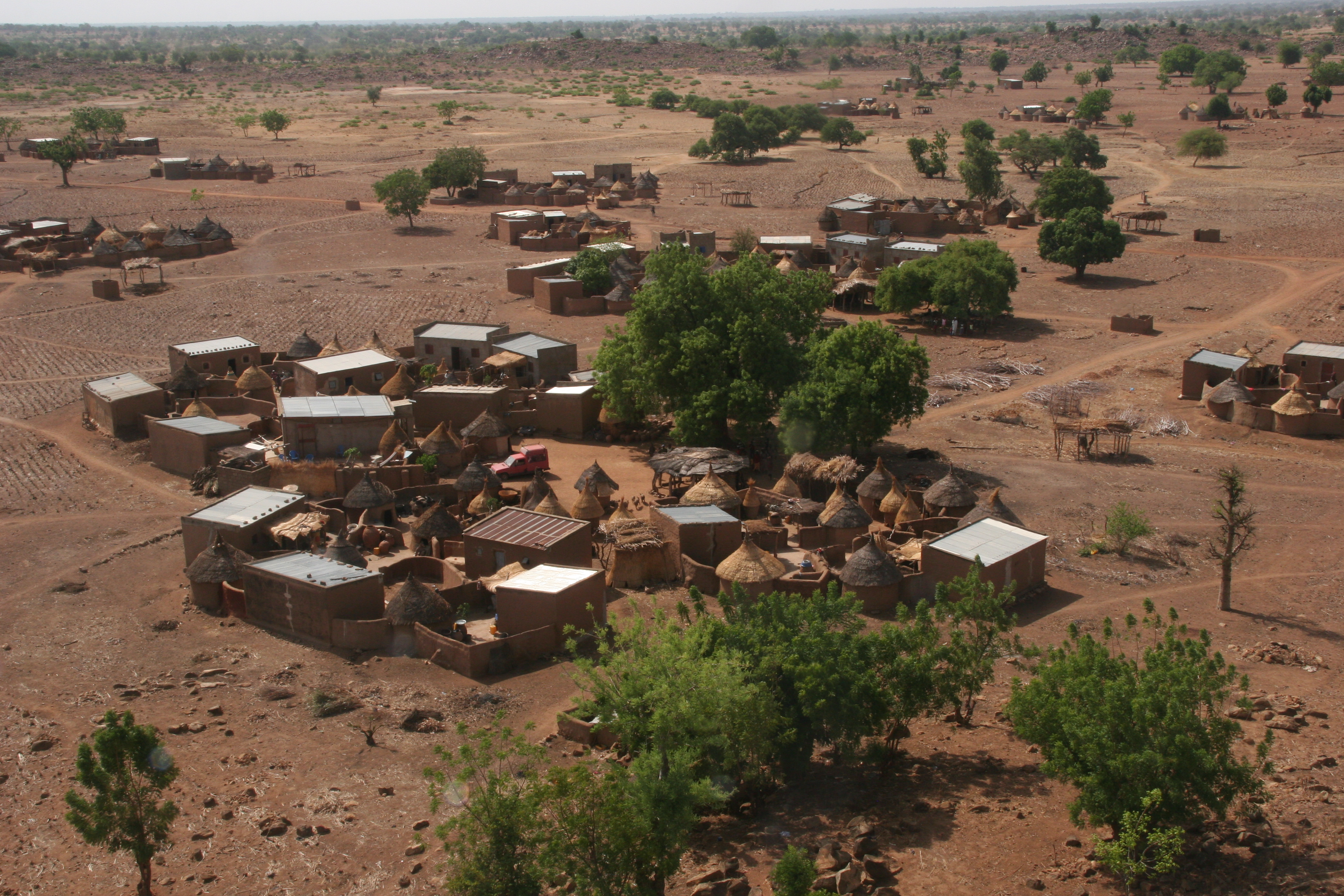
Aldeia de Gando, 2000

Gando é uma vila em Burkina Faso, na região centro-este, na província de Boulgou e no departamento de Tenkodogo. 
A vila de Gando tem cerca de 3000 habitantes. O local é sede do renomado projeto da Escola Primária de Gando, desenvolvida pelo arquiteto burquinês Diébédo Francis Kéré entre os anos de 1999 e 2001.
Em 2004, quando o arquiteto, residente na Alemanha, recebeu o prestigiado Prémio Aga Khan de Arquitetura pela construção da escola primária, a vila passou a ser reconhecida internacionalmente. Em 2022, o arquiteto recebeu o Prémio Pritzker de arquitetura, e a vila e seu projeto de escola foram citados como referências iniciais de seu trabalho, fato declarado pelo próprio arquiteto.
A vila serviu de inspiração para o projeto que o arquiteto desenvolveu para o pavilhão da Serpentine Galleries em 2017, que tem uma cobertura inclinada para o lado de fora, refletindo a luz interna: "na minha vila natal, Gando, é sempre fácil localizar celebrações à noite, bastando subir em um ponto alto do terreno e procurar onde haja uma fonte de luz em meio à escuridão circundante".

## Galeria

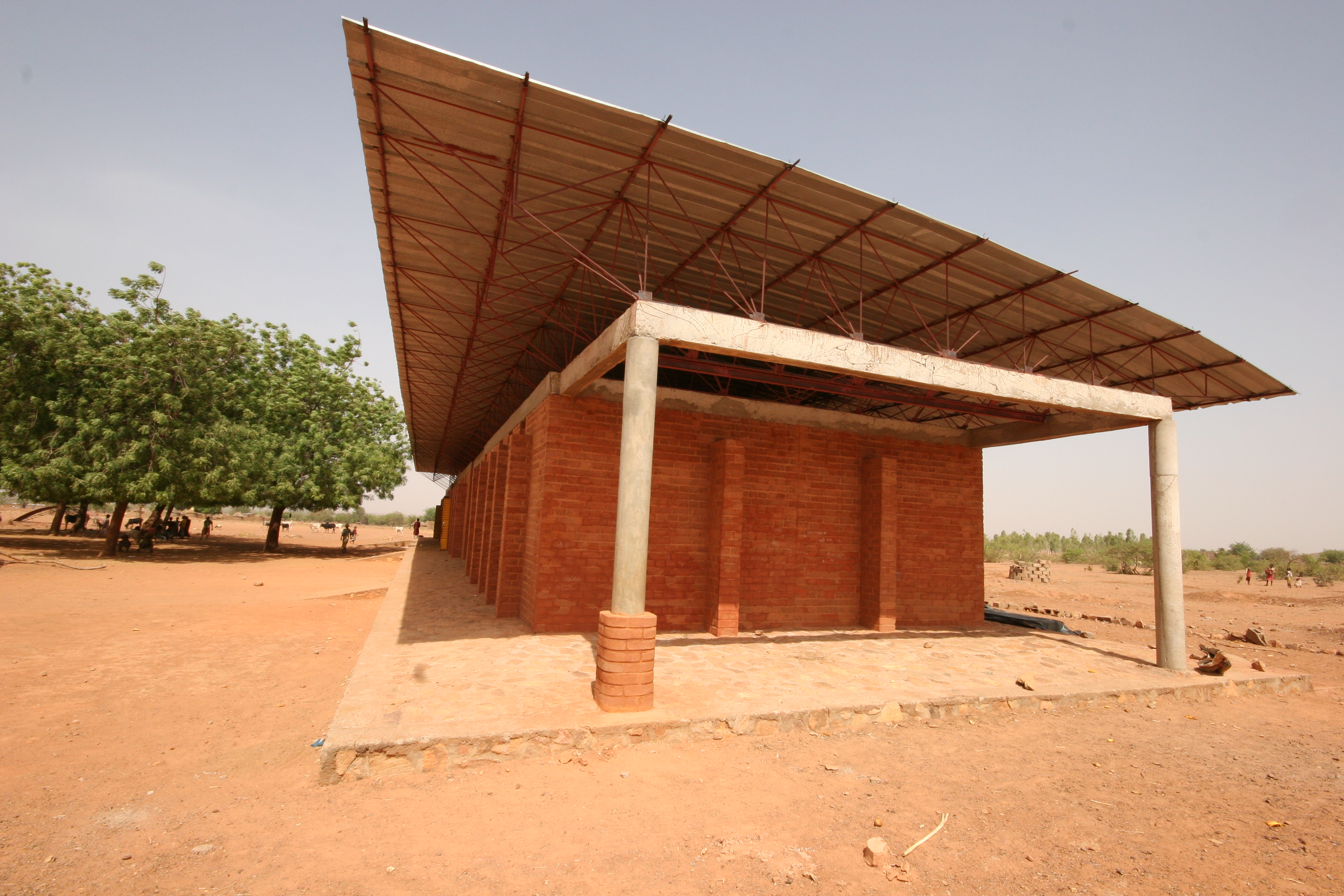
Escola Primária, Gando
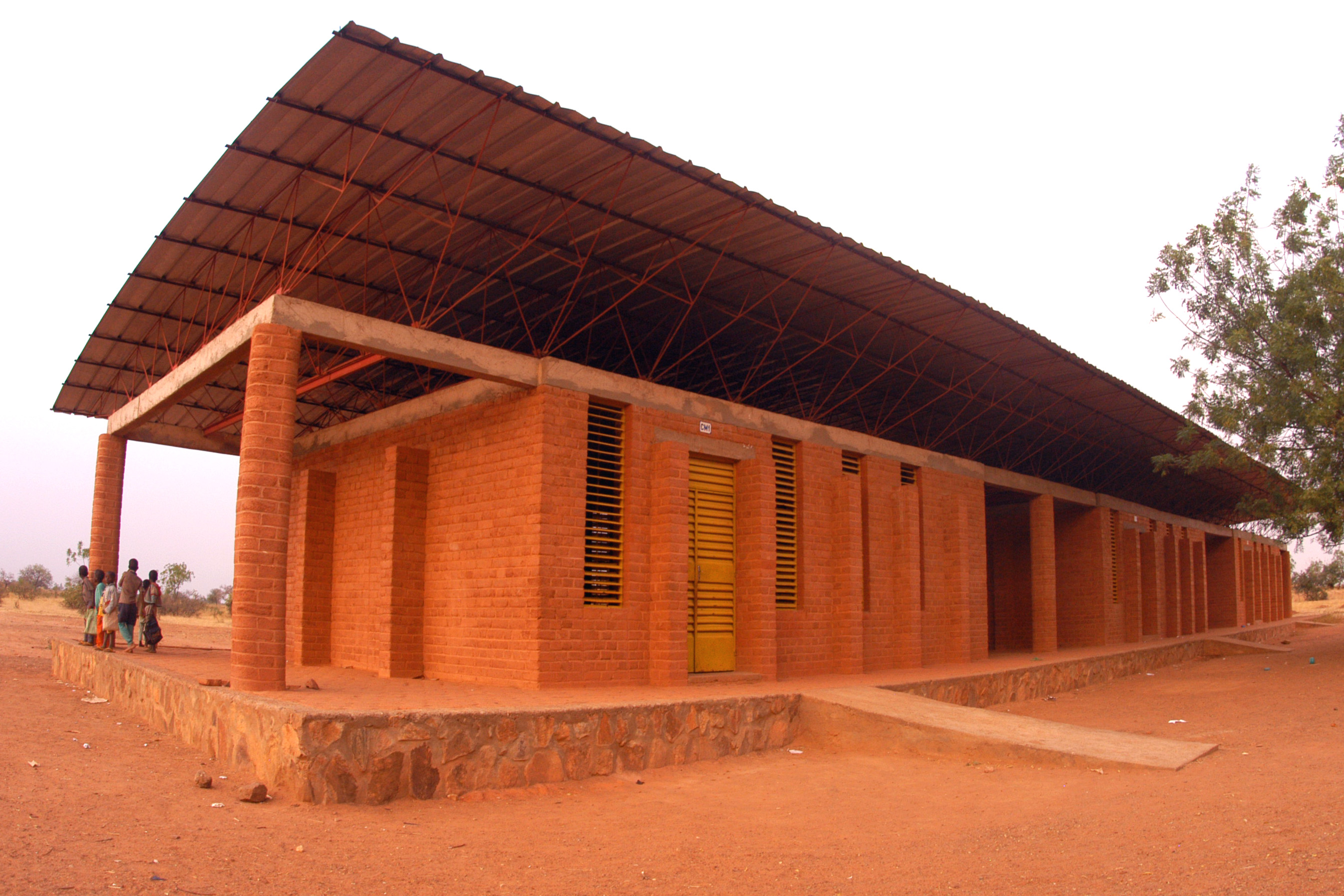
Gando escola primária de Diébédo Francis Kéré.
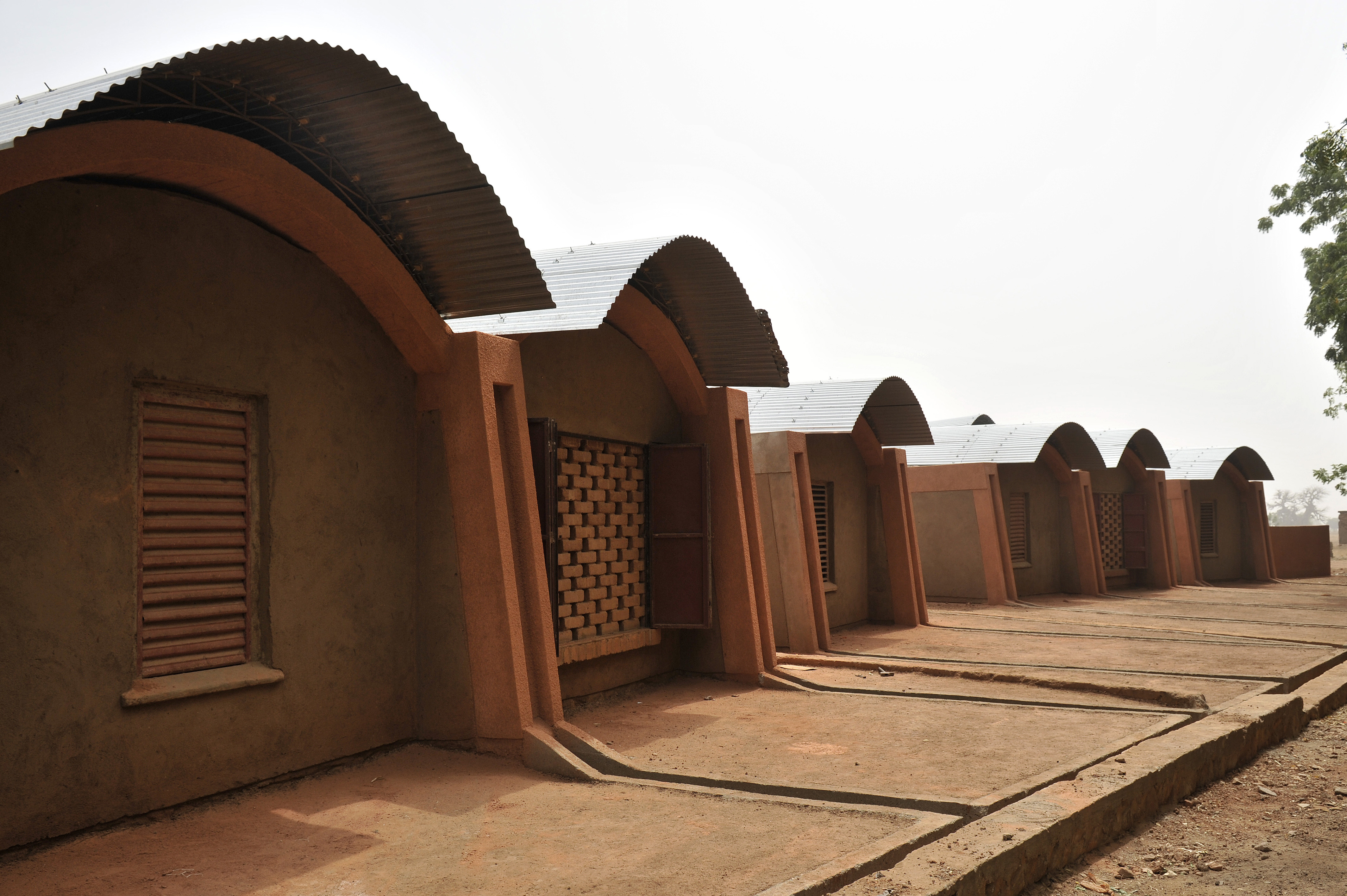
Alojamento para professores de Gando
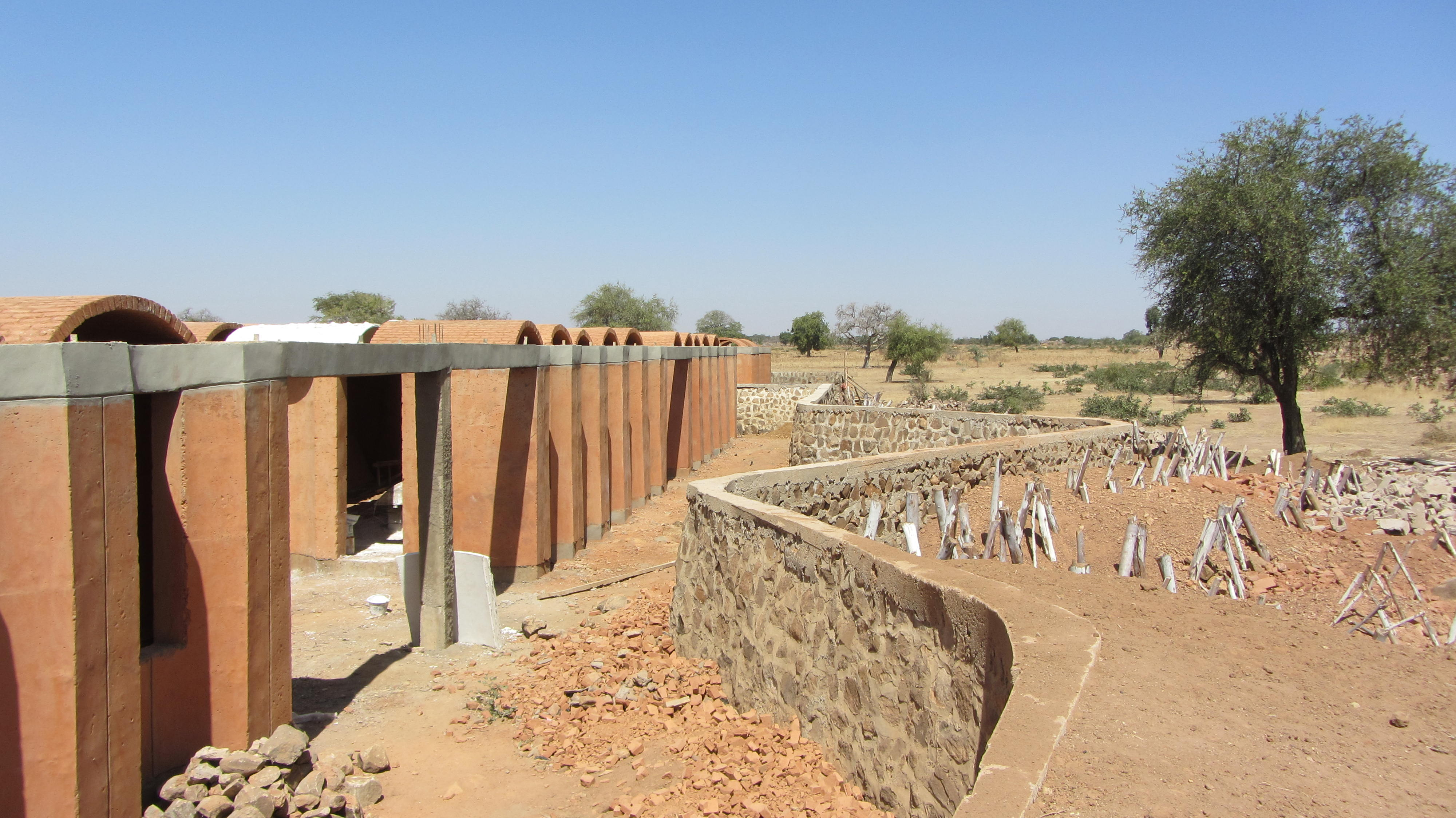
Detalhe da escola secundária de Gando
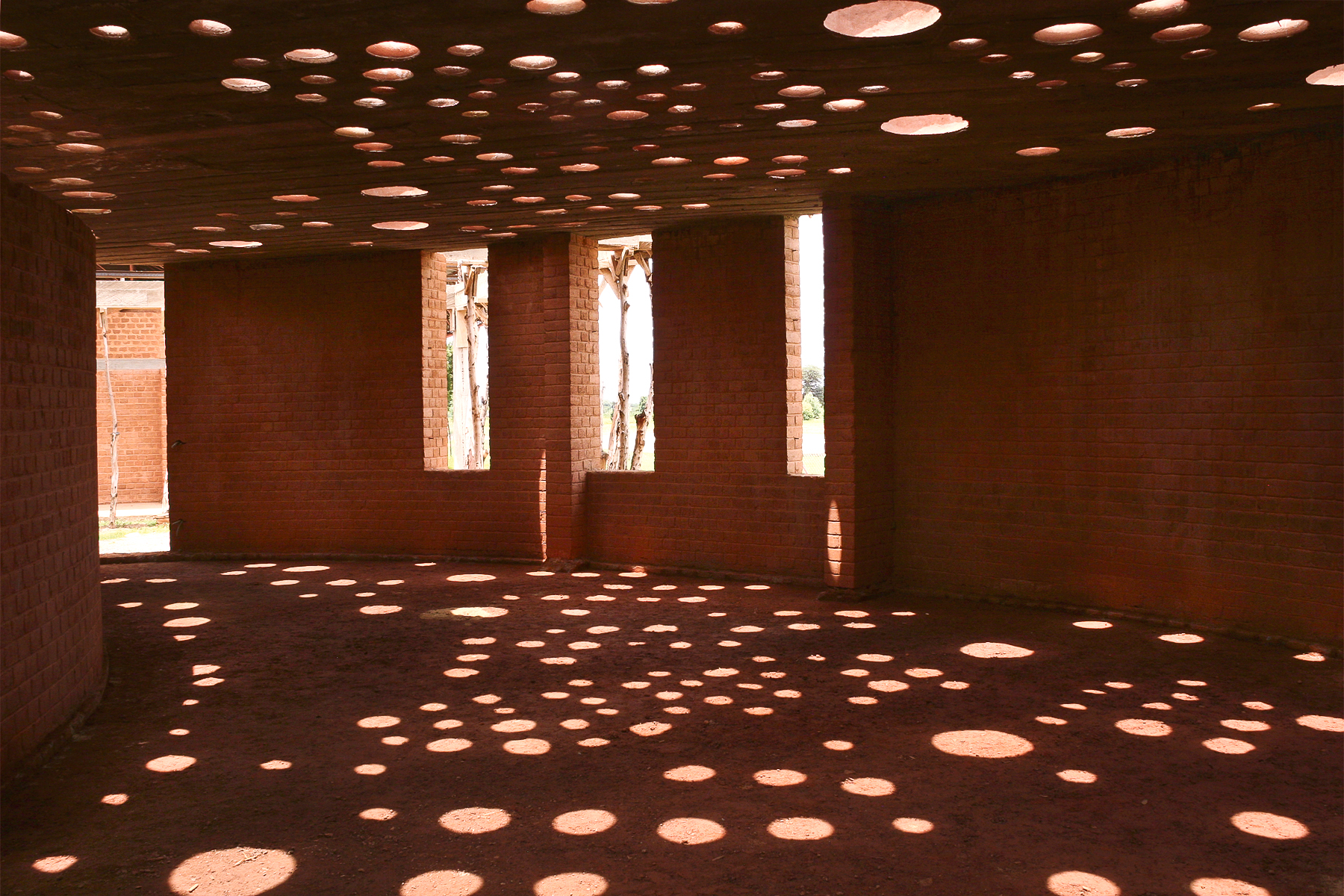
Detalhe da biblioteca da escola primária
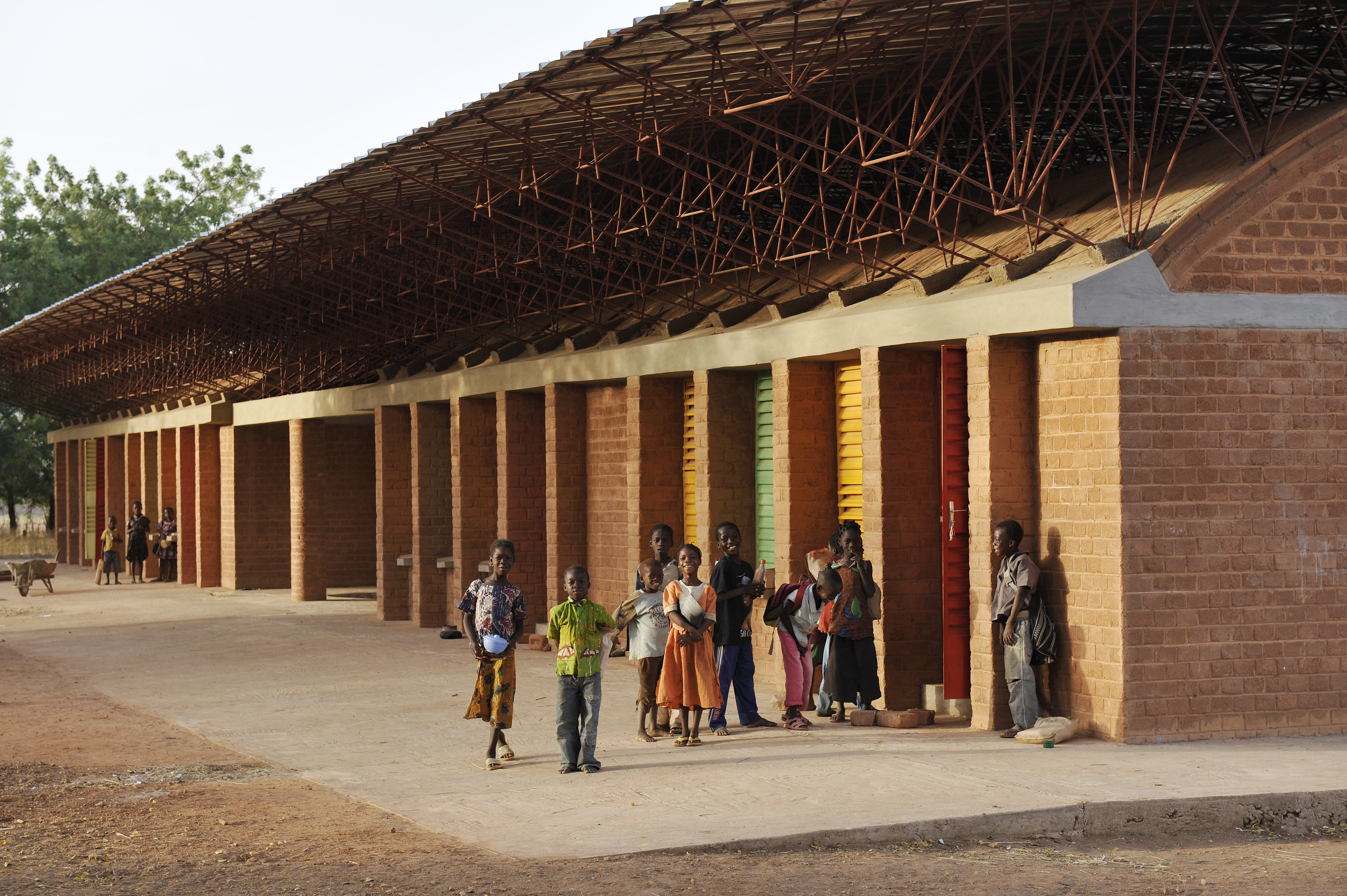
Prédio de extensão da escola primária